# William Macewen

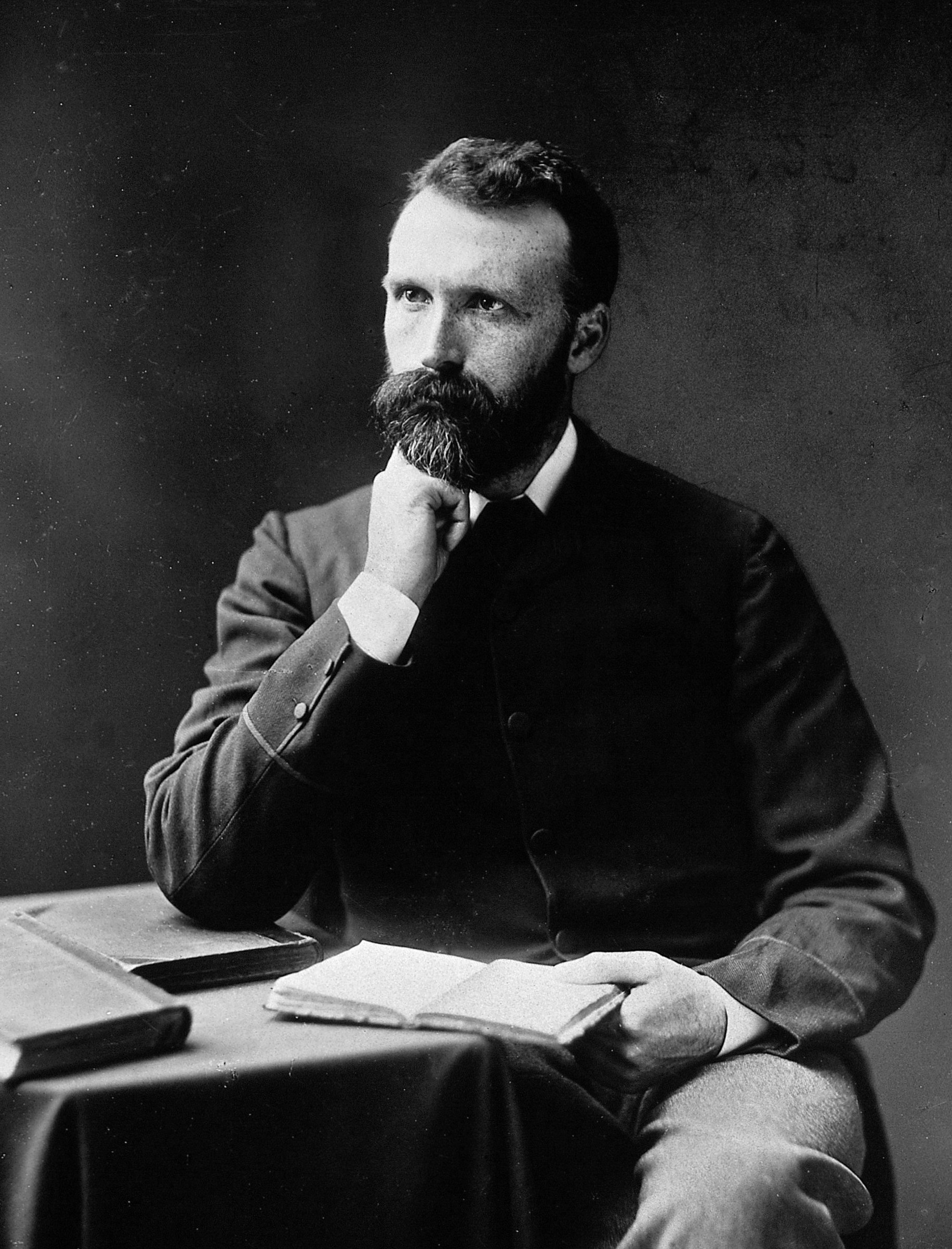
William Macewen

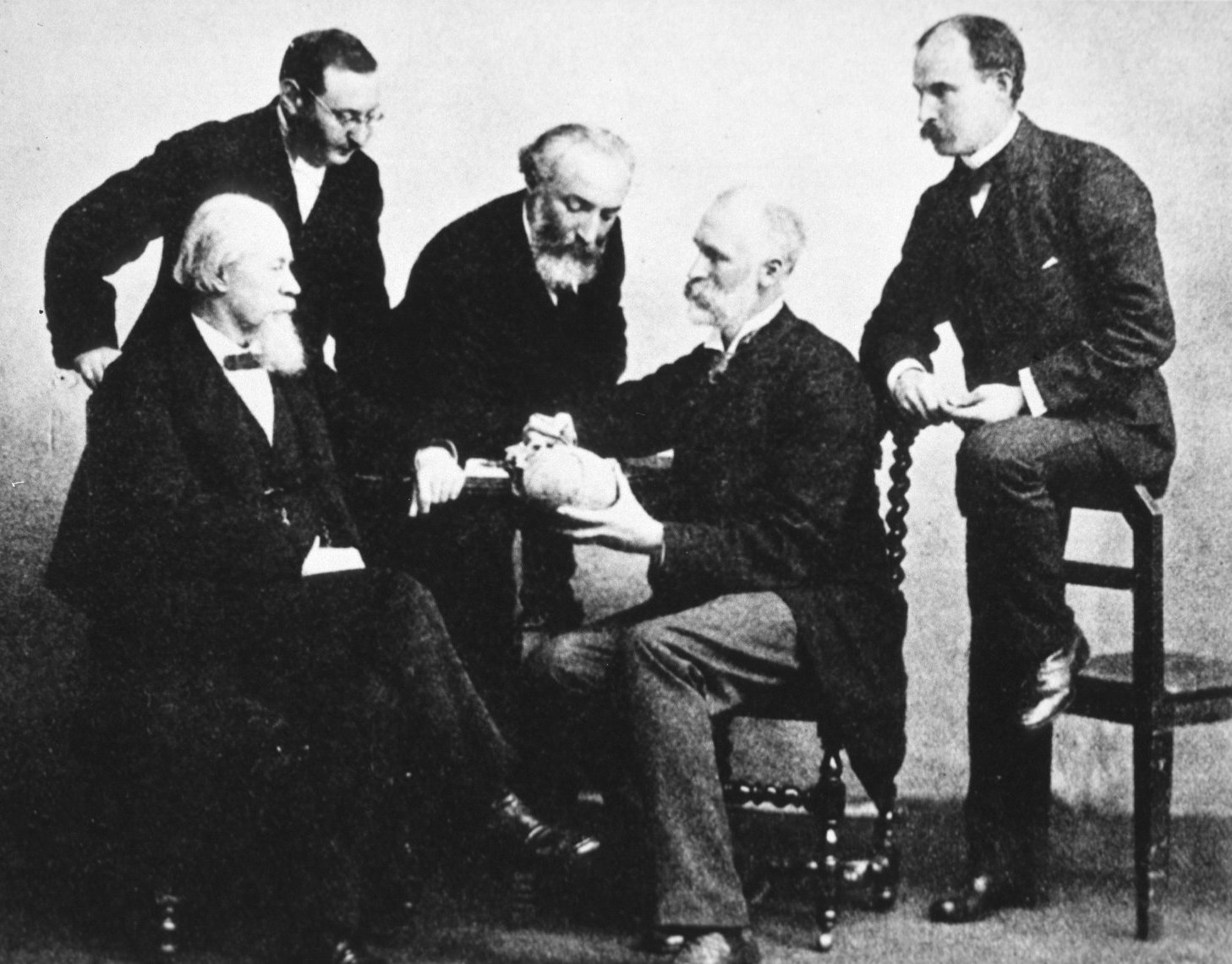
Macewen demonstrujący grupie lekarzy (Lane, Hirschfelder, Barkan, Stillman) okolicę czaszki, określaną jako trójkąt Macewena

Sir William Macewen, CB, FRS (ur. 22 czerwca 1848 pod Port Bannatyne, zm. 22 marca 1924 w Glasgow) – szkocki lekarz, chirurg. Jeden z pionierów neurochirurgii, autor nowych metod leczenia przepuklin, jako jeden z pierwszych przeprowadził pneumektomię (resekcję całego płuca). Opisał objaw, znany dziś jako objaw Macewena.